# Magyarhertelend, Baranya
Magyarhertelend este un sat în districtul Komló, județul Baranya, Ungaria, având o populație de 671 de locuitori (2011). 

## Demografie
Componența etnică a satului Magyarhertelend
     Maghiari (83,06%)
     Romi (9,68%)
     Germani (5,6%)
     Necunoscut (1,66%)
     Alții (1,66%)
Componența confesională a satului Magyarhertelend
     Fără religie (10,73%)
     Reformați (1,64%)
     Necunoscută (86,29%)
     Alte religii (1,34%)
Conform recensământului din 2011, satul Magyarhertelend avea 671 de locuitori. Din punct de vedere etnic, majoritatea locuitorilor (83,06%) erau maghiari, existând și minorități de romi (9,68%) și germani (5,6%). Apartenența etnică nu este cunoscută în cazul a 1,66% din locuitori. Nu există o religie majoritară, locuitorii fiind persoane fără religie (10,73%) și reformați (1,64%). Pentru 86,29% din locuitori nu este cunoscută apartenența confesională.